# Pedro de Camprobín

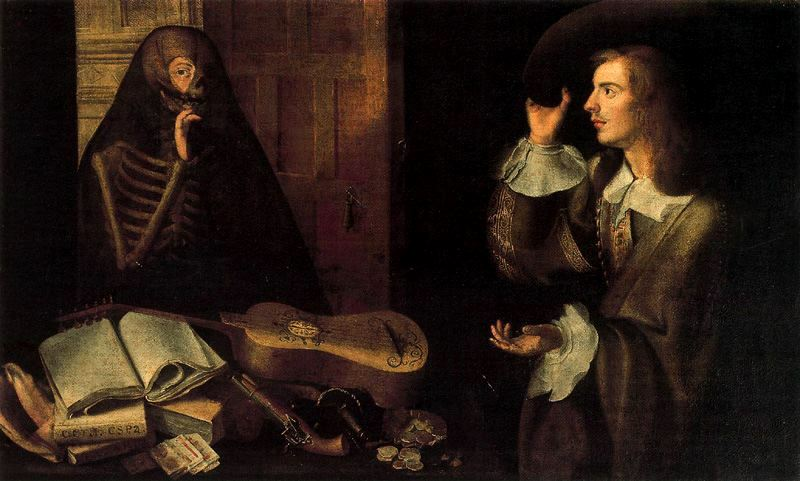
El caballero y la muerte, óleo atribuido a Camprobín, Sevilla, Hospital de la Caridad.

Pedro de Camprobín Passano (Almagro, 1605 - Sevilla, 22 de julio de 1674) fue un pintor barroco español, establecido en Sevilla y especializado en la pintura de flores y bodegones. 

## Biografía
Pedro de Camprobín nació en Almagro (Ciudad Real). Hijo del platero Pedro de Camprobín y de Juana Passano, descendiente de los hermanos Peroli, pintores genoveses que habían trabajado en los frescos del Palacio del Marqués de Santa Cruz en el Viso del Marqués y en el resto de la comarca de Ciudad Real. Con catorce años ingresó en el taller de Luis Tristán en Toledo, no teniéndose nuevas noticias suyas hasta 1630 cuando, instalado ya en Sevilla hasta su muerte, superó el examen para el ingreso en el gremio de pintores para el que tuvo a Alonso Cano como fiador. Alfonso E. Pérez Sánchez supone que antes completaría su formación en Madrid en contacto con Juan van der Hamen, por las características de su obra, de una sutileza extrema y «más próxima desde luego al bodegonista madrileño que a su rudo maestro toledano».
En 1632 o 1634 firmó la Magdalena arrepentida de la iglesia del Divino Salvador de Sevilla, única obra de género religioso que de él se conoce, con claras influencias de Zurbarán y una sensibilidad de bodegonista puesta de manifiesto en la descripción de las joyas desparramadas por el suelo, así como en el tratamiento de los objetos, propios de una vanitas, dispuestos sobre la mesa.
Se casó y tuvo dos hijas; ya estaba viudo cuando hizo testamento en 1670. Junto con otros pintores sevillanos (entre ellos Bartolomé Esteban Murillo, Juan de Valdés Leal y Francisco de Herrera el Mozo) participó en 1660 en la fundación de la Academia de dibujo de Sevilla, con la que colaboró hasta su fallecimiento en la misma ciudad en 1674.

## Obra

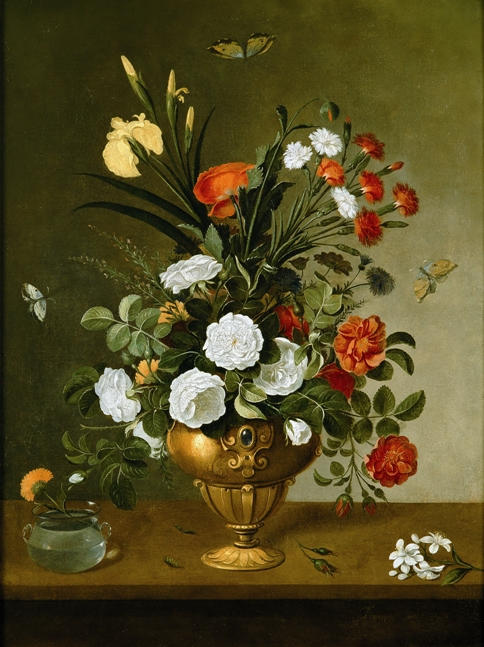
Florero y recipiente de cristal, firmado Pº de Camprovin año 1663, Madrid, Museo Nacional del Prado.

De Camprobín se conocen algunos bodegones, como el Bodegón con aves muertas de Dallas (Museo Meadows), firmado en 1653, con una composición escalonada semejante a las empleadas por Juan van der Hamen y un violento claroscuro, o el Cesto con melocotones y ciruelas ingresado en 2006 en el Museo Nacional del Prado, junto con tres floreros. 
Su verdadera especialidad, sin embargo, será la pintura de flores, siendo abundantes las pinturas de este género que se han conservado, muchas en colecciones privadas. Camprobín muestra en ellas siempre un delicado sentido del color y una notable precisión en el dibujo. Junto a los jarrones metálicos y decorados, que le sirven de base, acostumbraba a disponer un pequeño vaso de vidrio o algún cuenco de cerámica con agua, lo que le permitirá demostrar su capacidad para la reproducción de texturas y brillos. Algunas flores y pétalos caídos sobre la mesa dotan a la composición de un aspecto casual, y las mariposas revoloteando entre las flores evocan el triunfo del arte sobre la naturaleza según el tópico de Zeuxis, que engañó a los pájaros con sus uvas pintadas. En una etapa más avanzada estas composiciones se abrirán a severas perspectivas arquitectónicas, con escenográficos cortinajes de modo semejante a como se encuentra en obras italianas contemporáneas.
A Camprobín se le ha atribuido también el óleo de La muerte y el caballero del Hospital de la Caridad de Sevilla, cercano a la pintura de vanitas: un joven caballero se descubre galantemente ante una dama cubierta por un velo bajo el que se descubre la muerte. Entre ellos, sobre una mesa, se disponen objetos cotidianos (libros, monedas, naipes, un laúd, un pistolón y una gran caracola) cargados de valores simbólicos.